# Tarako

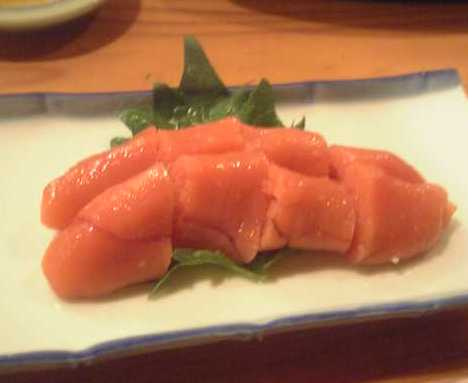
Tarako.

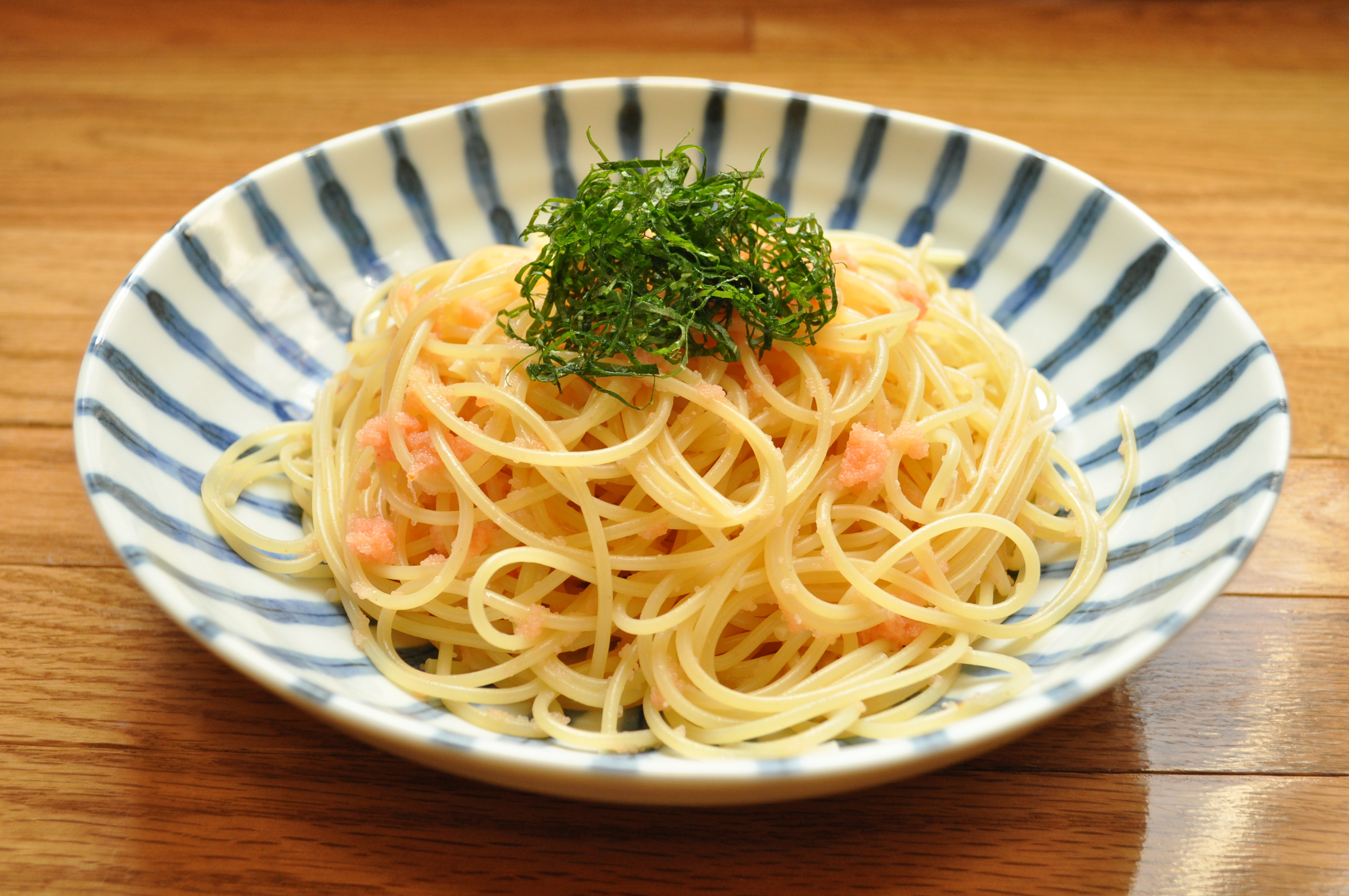
Espaguetis con tarako.

En la cocina japonesa, se llama tarako (鱈子?) a las huevas saladas, normalmente las del abadejo de Alaska, a pesar de que tara (鱈?) significa en realidad ‘bacalao’ en japonés.
El tarako se sirve de diversas formas:
- Sencillo (normalmente para desayunar);[2]
- Como relleno para el onigiri;
- Como salsa para la pasta (normalmente con nori).

Tradicionalmente, el tarako era de color rojo brillante, pero las recientes preocupaciones sobre la seguridad de los colorantes alimentarios ha desterrado prácticamente esta costumbre. En Kyūshū, el tarako suele servirse con copos de pimiento chile rojo, posiblemente debido a los lazos históricos de la región con la cultura coreana.